# Суліборек
Суліборек (пол. Suliborek) — село в Польщі, у гміні Реч Хощенського повіту Західнопоморського воєводства.
Населення — 100 осіб (2011).
У 1975-1998 роках село належало до Гожовського воєводства.

## Демографія
Демографічна структура станом на 31 березня 2011 року:
|          | Загалом | Допрацездатний вік | Працездатний вік | Постпрацездатний вік |
| -------- | ------- | ------------------ | ---------------- | -------------------- |
| Чоловіки | 45      | 10                 | 31               | 4                    |
| Жінки    | 55      | 10                 | 32               | 13                   |
| Разом    | 100     | 20                 | 63               | 17                   |